# Veliki strnad
Veliki strnad (znanstveno ime Emberiza calandra) ptič pevec iz družine strnadov (Emberizidae).

## Opis
Samec in samica velikega strnada imata podobno obarvano perje, kar je za strnade redkost. Na prvi pogled se spola med sabo težko ločita, saj je med njima edina večja razlika to, da so samci okoli 20% večji od samic. Gre za čokatega, močnega ptiča, ki v dolžino meri med 16 in 19 cm. Med sedenjem je videti skoraj brez vratu in brez beline na vrezanem repu. Oči so temne, ličnice pa rumenkaste. Hrbet in zgornja stran peruti sta sivorjave barve, trebuh je belkast, boki in prsa ter spodnji del vratu so grahasti. Rep je rjave barve.
Veliki strnad navadno sedi v odprti krajini na električnih žicah, steblikah in samotnih drevesih. Med letom na kratke razdalje ima spuščene noge.. Hrani se s semeni, mladiče pa hrani tudi z raznimi žuželkami. V Sloveniji prezimuje redko, pa še to le v toplejših primorskih dolinah.